# Lista di asteroidi (296001-297000)
Di seguito una lista di asteroidi dal numero 296001 al 297000 con data di scoperta e scopritore.

## 296001-296100
| Nome     | Designazione provvisoria | Data di scoperta | Scopritore             |
| -------- | ------------------------ | ---------------- | ---------------------- |
| 296001 - | 2008 YO97                | 29 dicembre 2008 | Mt. Lemmon Survey      |
| 296002 - | 2008 YO101               | 29 dicembre 2008 | Spacewatch             |
| 296003 - | 2008 YU101               | 29 dicembre 2008 | Spacewatch             |
| 296004 - | 2008 YA103               | 29 dicembre 2008 | Spacewatch             |
| 296005 - | 2008 YU108               | 29 dicembre 2008 | Spacewatch             |
| 296006 - | 2008 YL109               | 29 dicembre 2008 | Spacewatch             |
| 296007 - | 2008 YM117               | 29 dicembre 2008 | Spacewatch             |
| 296008 - | 2008 YE118               | 29 dicembre 2008 | Mt. Lemmon Survey      |
| 296009 - | 2008 YW118               | 29 dicembre 2008 | Spacewatch             |
| 296010 - | 2008 YT121               | 30 dicembre 2008 | Spacewatch             |
| 296011 - | 2008 YK123               | 30 dicembre 2008 | Spacewatch             |
| 296012 - | 2008 YO123               | 30 dicembre 2008 | Spacewatch             |
| 296013 - | 2008 YW123               | 30 dicembre 2008 | Spacewatch             |
| 296014 - | 2008 YR125               | 30 dicembre 2008 | Spacewatch             |
| 296015 - | 2008 YY125               | 30 dicembre 2008 | Spacewatch             |
| 296016 - | 2008 YM135               | 30 dicembre 2008 | OAM                    |
| 296017 - | 2008 YN144               | 30 dicembre 2008 | Spacewatch             |
| 296018 - | 2008 YZ148               | 31 dicembre 2008 | Spacewatch             |
| 296019 - | 2008 YM149               | 21 dicembre 2008 | Spacewatch             |
| 296020 - | 2008 YF151               | 22 dicembre 2008 | Spacewatch             |
| 296021 - | 2008 YS151               | 22 dicembre 2008 | Mt. Lemmon Survey      |
| 296022 - | 2008 YK153               | 21 dicembre 2008 | Spacewatch             |
| 296023 - | 2008 YJ154               | 22 dicembre 2008 | Mt. Lemmon Survey      |
| 296024 - | 2008 YZ154               | 22 dicembre 2008 | Mt. Lemmon Survey      |
| 296025 - | 2008 YR155               | 22 dicembre 2008 | Spacewatch             |
| 296026 - | 2008 YS155               | 22 dicembre 2008 | Spacewatch             |
| 296027 - | 2008 YG158               | 31 dicembre 2008 | Spacewatch             |
| 296028 - | 2008 YZ158               | 30 dicembre 2008 | Mt. Lemmon Survey      |
| 296029 - | 2008 YS160               | 30 dicembre 2008 | Mt. Lemmon Survey      |
| 296030 - | 2008 YR164               | 22 dicembre 2008 | Mt. Lemmon Survey      |
| 296031 - | 2008 YU166               | 19 dicembre 2008 | LINEAR                 |
| 296032 - | 2008 YV166               | 19 dicembre 2008 | LINEAR                 |
| 296033 - | 2008 YF167               | 21 dicembre 2008 | LINEAR                 |
| 296034 - | 2008 YS167               | 22 dicembre 2008 | Spacewatch             |
| 296035 - | 2008 YV167               | 28 dicembre 2008 | LINEAR                 |
| 296036 - | 2008 YV168               | 21 dicembre 2008 | Spacewatch             |
| 296037 - | 2008 YB172               | 21 dicembre 2008 | Spacewatch             |
| 296038 - | 2008 YC172               | 22 dicembre 2008 | Mt. Lemmon Survey      |
| 296039 - | 2009 AB                  | 1 gennaio 2009   | Lowe, A.               |
| 296040 - | 2009 AH2                 | 2 gennaio 2009   | PMO NEO Survey Program |
| 296041 - | 2009 AC6                 | 1 gennaio 2009   | Spacewatch             |
| 296042 - | 2009 AW6                 | 1 gennaio 2009   | Spacewatch             |
| 296043 - | 2009 AW11                | 2 gennaio 2009   | Mt. Lemmon Survey      |
| 296044 - | 2009 AA16                | 15 gennaio 2009  | LINEAR                 |
| 296045 - | 2009 AX18                | 2 gennaio 2009   | Mt. Lemmon Survey      |
| 296046 - | 2009 AC20                | 2 gennaio 2009   | Mt. Lemmon Survey      |
| 296047 - | 2009 AD21                | 3 gennaio 2009   | Spacewatch             |
| 296048 - | 2009 AL23                | 3 gennaio 2009   | Spacewatch             |
| 296049 - | 2009 AV24                | 3 gennaio 2009   | Spacewatch             |
| 296050 - | 2009 AT26                | 2 gennaio 2009   | Spacewatch             |
| 296051 - | 2009 AM27                | 2 gennaio 2009   | Spacewatch             |
| 296052 - | 2009 AG28                | 8 gennaio 2009   | Spacewatch             |
| 296053 - | 2009 AK28                | 8 gennaio 2009   | Spacewatch             |
| 296054 - | 2009 AR29                | 15 gennaio 2009  | Spacewatch             |
| 296055 - | 2009 AW29                | 15 gennaio 2009  | Spacewatch             |
| 296056 - | 2009 AX30                | 15 gennaio 2009  | Spacewatch             |
| 296057 - | 2009 AH32                | 15 gennaio 2009  | Spacewatch             |
| 296058 - | 2009 AA33                | 15 gennaio 2009  | Spacewatch             |
| 296059 - | 2009 AD37                | 15 gennaio 2009  | Spacewatch             |
| 296060 - | 2009 AO38                | 15 gennaio 2009  | Spacewatch             |
| 296061 - | 2009 AW40                | 15 gennaio 2009  | Spacewatch             |
| 296062 - | 2009 AC41                | 15 gennaio 2009  | Spacewatch             |
| 296063 - | 2009 AL42                | 1 gennaio 2009   | Mt. Lemmon Survey      |
| 296064 - | 2009 AN43                | 15 gennaio 2009  | Spacewatch             |
| 296065 - | 2009 AU43                | 2 gennaio 2009   | Mt. Lemmon Survey      |
| 296066 - | 2009 AN44                | 7 gennaio 2009   | Spacewatch             |
| 296067 - | 2009 AX44                | 2 gennaio 2009   | CSS                    |
| 296068 - | 2009 AA48                | 1 gennaio 2009   | Spacewatch             |
| 296069 - | 2009 AD50                | 3 gennaio 2009   | Mt. Lemmon Survey      |
| 296070 - | 2009 AE50                | 1 gennaio 2009   | Spacewatch             |
| 296071 - | 2009 AS50                | 1 gennaio 2009   | Spacewatch             |
| 296072 - | 2009 BK1                 | 17 gennaio 2009  | Lowe, A.               |
| 296073 - | 2009 BP3                 | 18 gennaio 2009  | LINEAR                 |
| 296074 - | 2009 BH4                 | 18 gennaio 2009  | LINEAR                 |
| 296075 - | 2009 BL7                 | 18 gennaio 2009  | LINEAR                 |
| 296076 - | 2009 BZ7                 | 22 gennaio 2009  | Hug, G.                |
| 296077 - | 2009 BN8                 | 17 gennaio 2009  | LINEAR                 |
| 296078 - | 2009 BF9                 | 17 gennaio 2009  | LINEAR                 |
| 296079 - | 2009 BE11                | 24 gennaio 2009  | PMO NEO Survey Program |
| 296080 - | 2009 BA12                | 21 gennaio 2009  | LINEAR                 |
| 296081 - | 2009 BB12                | 21 gennaio 2009  | LINEAR                 |
| 296082 - | 2009 BR13                | 25 gennaio 2009  | Kocher, P.             |
| 296083 - | 2009 BT13                | 27 gennaio 2009  | LINEAR                 |
| 296084 - | 2009 BA14                | 24 gennaio 2009  | Cerro Burek            |
| 296085 - | 2009 BB14                | 24 gennaio 2009  | Cerro Burek            |
| 296086 - | 2009 BC16                | 16 gennaio 2009  | Mt. Lemmon Survey      |
| 296087 - | 2009 BL16                | 16 gennaio 2009  | Mt. Lemmon Survey      |
| 296088 - | 2009 BW16                | 16 gennaio 2009  | Spacewatch             |
| 296089 - | 2009 BK17                | 17 gennaio 2009  | Spacewatch             |
| 296090 - | 2009 BP20                | 16 gennaio 2009  | Mt. Lemmon Survey      |
| 296091 - | 2009 BF25                | 18 gennaio 2009  | CSS                    |
| 296092 - | 2009 BK29                | 16 gennaio 2009  | Spacewatch             |
| 296093 - | 2009 BD31                | 16 gennaio 2009  | Spacewatch             |
| 296094 - | 2009 BB32                | 16 gennaio 2009  | Spacewatch             |
| 296095 - | 2009 BF34                | 16 gennaio 2009  | Spacewatch             |
| 296096 - | 2009 BL34                | 16 gennaio 2009  | Spacewatch             |
| 296097 - | 2009 BQ34                | 16 gennaio 2009  | Spacewatch             |
| 296098 - | 2009 BS34                | 16 gennaio 2009  | Spacewatch             |
| 296099 - | 2009 BO35                | 16 gennaio 2009  | Spacewatch             |
| 296100 - | 2009 BS39                | 16 gennaio 2009  | Spacewatch             |

## 296101-296200
| Nome     | Designazione provvisoria | Data di scoperta | Scopritore             |
| -------- | ------------------------ | ---------------- | ---------------------- |
| 296101 - | 2009 BT42                | 16 gennaio 2009  | Spacewatch             |
| 296102 - | 2009 BV42                | 16 gennaio 2009  | Spacewatch             |
| 296103 - | 2009 BC43                | 16 gennaio 2009  | Spacewatch             |
| 296104 - | 2009 BT43                | 16 gennaio 2009  | Spacewatch             |
| 296105 - | 2009 BE44                | 16 gennaio 2009  | Spacewatch             |
| 296106 - | 2009 BG44                | 16 gennaio 2009  | Spacewatch             |
| 296107 - | 2009 BR44                | 16 gennaio 2009  | Spacewatch             |
| 296108 - | 2009 BQ47                | 16 gennaio 2009  | Mt. Lemmon Survey      |
| 296109 - | 2009 BK49                | 16 gennaio 2009  | Mt. Lemmon Survey      |
| 296110 - | 2009 BR50                | 16 gennaio 2009  | Mt. Lemmon Survey      |
| 296111 - | 2009 BU50                | 16 gennaio 2009  | Mt. Lemmon Survey      |
| 296112 - | 2009 BW50                | 16 gennaio 2009  | Mt. Lemmon Survey      |
| 296113 - | 2009 BT53                | 16 gennaio 2009  | Mt. Lemmon Survey      |
| 296114 - | 2009 BG55                | 16 gennaio 2009  | Mt. Lemmon Survey      |
| 296115 - | 2009 BH56                | 17 gennaio 2009  | Mt. Lemmon Survey      |
| 296116 - | 2009 BS60                | 17 gennaio 2009  | Mt. Lemmon Survey      |
| 296117 - | 2009 BO62                | 19 gennaio 2009  | Mt. Lemmon Survey      |
| 296118 - | 2009 BJ63                | 20 gennaio 2009  | Mt. Lemmon Survey      |
| 296119 - | 2009 BU64                | 20 gennaio 2009  | CSS                    |
| 296120 - | 2009 BK65                | 20 gennaio 2009  | Spacewatch             |
| 296121 - | 2009 BL65                | 20 gennaio 2009  | Spacewatch             |
| 296122 - | 2009 BA68                | 20 gennaio 2009  | Spacewatch             |
| 296123 - | 2009 BC68                | 20 gennaio 2009  | Spacewatch             |
| 296124 - | 2009 BL69                | 25 gennaio 2009  | CSS                    |
| 296125 - | 2009 BQ70                | 25 gennaio 2009  | CSS                    |
| 296126 - | 2009 BE71                | 26 gennaio 2009  | PMO NEO Survey Program |
| 296127 - | 2009 BN71                | 21 gennaio 2009  | Kugel, F.              |
| 296128 - | 2009 BQ72                | 28 gennaio 2009  | Kugel, F.              |
| 296129 - | 2009 BG73                | 29 gennaio 2009  | Molnar, L. A.          |
| 296130 - | 2009 BT73                | 30 gennaio 2009  | Apitzsch, R.           |
| 296131 - | 2009 BT75                | 24 gennaio 2009  | PMO NEO Survey Program |
| 296132 - | 2009 BS76                | 27 gennaio 2009  | PMO NEO Survey Program |
| 296133 - | 2009 BG77                | 18 gennaio 2009  | Dillon, W. G.          |
| 296134 - | 2009 BN81                | 26 gennaio 2009  | Bickel, W.             |
| 296135 - | 2009 BS84                | 25 gennaio 2009  | Spacewatch             |
| 296136 - | 2009 BB86                | 25 gennaio 2009  | Spacewatch             |
| 296137 - | 2009 BU86                | 25 gennaio 2009  | Spacewatch             |
| 296138 - | 2009 BD87                | 25 gennaio 2009  | Spacewatch             |
| 296139 - | 2009 BB91                | 25 gennaio 2009  | Spacewatch             |
| 296140 - | 2009 BK91                | 25 gennaio 2009  | Spacewatch             |
| 296141 - | 2009 BR91                | 25 gennaio 2009  | Spacewatch             |
| 296142 - | 2009 BL92                | 25 gennaio 2009  | Spacewatch             |
| 296143 - | 2009 BG96                | 24 gennaio 2009  | PMO NEO Survey Program |
| 296144 - | 2009 BA97                | 25 gennaio 2009  | CSS                    |
| 296145 - | 2009 BS97                | 25 gennaio 2009  | Spacewatch             |
| 296146 - | 2009 BE101               | 29 gennaio 2009  | CSS                    |
| 296147 - | 2009 BA102               | 29 gennaio 2009  | Mt. Lemmon Survey      |
| 296148 - | 2009 BD104               | 25 gennaio 2009  | Spacewatch             |
| 296149 - | 2009 BN104               | 25 gennaio 2009  | Spacewatch             |
| 296150 - | 2009 BE107               | 28 gennaio 2009  | CSS                    |
| 296151 - | 2009 BQ108               | 29 gennaio 2009  | Mt. Lemmon Survey      |
| 296152 - | 2009 BW109               | 30 gennaio 2009  | Mt. Lemmon Survey      |
| 296153 - | 2009 BX109               | 30 gennaio 2009  | Mt. Lemmon Survey      |
| 296154 - | 2009 BW112               | 31 gennaio 2009  | Mt. Lemmon Survey      |
| 296155 - | 2009 BF113               | 24 gennaio 2009  | Cerro Burek            |
| 296156 - | 2009 BG114               | 26 gennaio 2009  | Mt. Lemmon Survey      |
| 296157 - | 2009 BC115               | 26 gennaio 2009  | PMO NEO Survey Program |
| 296158 - | 2009 BF115               | 28 gennaio 2009  | CSS                    |
| 296159 - | 2009 BX122               | 31 gennaio 2009  | Spacewatch             |
| 296160 - | 2009 BO123               | 31 gennaio 2009  | Spacewatch             |
| 296161 - | 2009 BX123               | 31 gennaio 2009  | Spacewatch             |
| 296162 - | 2009 BX126               | 29 gennaio 2009  | Spacewatch             |
| 296163 - | 2009 BJ127               | 29 gennaio 2009  | Spacewatch             |
| 296164 - | 2009 BV127               | 29 gennaio 2009  | Spacewatch             |
| 296165 - | 2009 BW127               | 29 gennaio 2009  | Spacewatch             |
| 296166 - | 2009 BT129               | 30 gennaio 2009  | Mt. Lemmon Survey      |
| 296167 - | 2009 BO131               | 31 gennaio 2009  | Mt. Lemmon Survey      |
| 296168 - | 2009 BS131               | 27 gennaio 2009  | PMO NEO Survey Program |
| 296169 - | 2009 BS133               | 29 gennaio 2009  | Spacewatch             |
| 296170 - | 2009 BX133               | 29 gennaio 2009  | Spacewatch             |
| 296171 - | 2009 BP134               | 29 gennaio 2009  | Spacewatch             |
| 296172 - | 2009 BE136               | 29 gennaio 2009  | Spacewatch             |
| 296173 - | 2009 BH136               | 29 gennaio 2009  | Spacewatch             |
| 296174 - | 2009 BK139               | 29 gennaio 2009  | Spacewatch             |
| 296175 - | 2009 BD143               | 30 gennaio 2009  | Spacewatch             |
| 296176 - | 2009 BT143               | 30 gennaio 2009  | Spacewatch             |
| 296177 - | 2009 BM149               | 31 gennaio 2009  | Mt. Lemmon Survey      |
| 296178 - | 2009 BB150               | 31 gennaio 2009  | Spacewatch             |
| 296179 - | 2009 BM151               | 29 gennaio 2009  | Mt. Lemmon Survey      |
| 296180 - | 2009 BO151               | 29 gennaio 2009  | Mt. Lemmon Survey      |
| 296181 - | 2009 BH153               | 31 gennaio 2009  | Spacewatch             |
| 296182 - | 2009 BW153               | 31 gennaio 2009  | Spacewatch             |
| 296183 - | 2009 BU156               | 31 gennaio 2009  | Spacewatch             |
| 296184 - | 2009 BZ157               | 31 gennaio 2009  | Spacewatch             |
| 296185 - | 2009 BH159               | 31 gennaio 2009  | Spacewatch             |
| 296186 - | 2009 BK159               | 31 gennaio 2009  | Spacewatch             |
| 296187 - | 2009 BD160               | 30 gennaio 2009  | Mt. Lemmon Survey      |
| 296188 - | 2009 BH161               | 31 gennaio 2009  | Spacewatch             |
| 296189 - | 2009 BO170               | 16 gennaio 2009  | Spacewatch             |
| 296190 - | 2009 BY170               | 16 gennaio 2009  | Spacewatch             |
| 296191 - | 2009 BB171               | 17 gennaio 2009  | Mt. Lemmon Survey      |
| 296192 - | 2009 BU172               | 18 gennaio 2009  | CSS                    |
| 296193 - | 2009 BQ176               | 31 gennaio 2009  | Spacewatch             |
| 296194 - | 2009 BA183               | 25 gennaio 2009  | Spacewatch             |
| 296195 - | 2009 BH183               | 25 gennaio 2009  | CSS                    |
| 296196 - | 2009 BN183               | 25 gennaio 2009  | Spacewatch             |
| 296197 - | 2009 BN186               | 18 gennaio 2009  | Spacewatch             |
| 296198 - | 2009 BA187               | 25 gennaio 2009  | Spacewatch             |
| 296199 - | 2009 BH187               | 26 gennaio 2009  | PMO NEO Survey Program |
| 296200 - | 2009 BM187               | 30 gennaio 2009  | Mt. Lemmon Survey      |

## 296201-296300
| Nome     | Designazione provvisoria | Data di scoperta  | Scopritore                  |
| -------- | ------------------------ | ----------------- | --------------------------- |
| 296201 - | 2009 BN188               | 31 gennaio 2009   | Mt. Lemmon Survey           |
| 296202 - | 2009 BO188               | 31 gennaio 2009   | Spacewatch                  |
| 296203 - | 2009 BY188               | 18 gennaio 2009   | CSS                         |
| 296204 - | 2009 BT189               | 20 gennaio 2009   | Mt. Lemmon Survey           |
| 296205 - | 2009 CC1                 | 1 febbraio 2009   | BATTeRS                     |
| 296206 - | 2009 CE1                 | 1 febbraio 2009   | BATTeRS                     |
| 296207 - | 2009 CO2                 | 2 febbraio 2009   | Cernis, K., Zdanavicius, J. |
| 296208 - | 2009 CG5                 | 13 febbraio 2009  | Hormuth, F.                 |
| 296209 - | 2009 CO7                 | 1 febbraio 2009   | Mt. Lemmon Survey           |
| 296210 - | 2009 CQ12                | 2 febbraio 2009   | CSS                         |
| 296211 - | 2009 CB15                | 3 febbraio 2009   | Spacewatch                  |
| 296212 - | 2009 CK22                | 1 febbraio 2009   | Spacewatch                  |
| 296213 - | 2009 CL22                | 1 febbraio 2009   | Spacewatch                  |
| 296214 - | 2009 CM22                | 1 febbraio 2009   | Spacewatch                  |
| 296215 - | 2009 CN23                | 1 febbraio 2009   | Spacewatch                  |
| 296216 - | 2009 CE26                | 1 febbraio 2009   | Spacewatch                  |
| 296217 - | 2009 CQ26                | 1 febbraio 2009   | Spacewatch                  |
| 296218 - | 2009 CM27                | 1 febbraio 2009   | Spacewatch                  |
| 296219 - | 2009 CY27                | 1 febbraio 2009   | Spacewatch                  |
| 296220 - | 2009 CC28                | 1 febbraio 2009   | Spacewatch                  |
| 296221 - | 2009 CW28                | 1 febbraio 2009   | Spacewatch                  |
| 296222 - | 2009 CN29                | 1 febbraio 2009   | Spacewatch                  |
| 296223 - | 2009 CR33                | 2 febbraio 2009   | Spacewatch                  |
| 296224 - | 2009 CB35                | 2 febbraio 2009   | Mt. Lemmon Survey           |
| 296225 - | 2009 CQ36                | 3 febbraio 2009   | Spacewatch                  |
| 296226 - | 2009 CH38                | 13 febbraio 2009  | Spacewatch                  |
| 296227 - | 2009 CK38                | 13 febbraio 2009  | Spacewatch                  |
| 296228 - | 2009 CB39                | 13 febbraio 2009  | Spacewatch                  |
| 296229 - | 2009 CC44                | 14 febbraio 2009  | Spacewatch                  |
| 296230 - | 2009 CG44                | 14 febbraio 2009  | Spacewatch                  |
| 296231 - | 2009 CR45                | 14 febbraio 2009  | Spacewatch                  |
| 296232 - | 2009 CS47                | 14 febbraio 2009  | Spacewatch                  |
| 296233 - | 2009 CQ50                | 14 febbraio 2009  | OAM                         |
| 296234 - | 2009 CD51                | 14 febbraio 2009  | OAM                         |
| 296235 - | 2009 CK51                | 14 febbraio 2009  | OAM                         |
| 296236 - | 2009 CF54                | 13 febbraio 2009  | Spacewatch                  |
| 296237 - | 2009 CA56                | 1 febbraio 2009   | Spacewatch                  |
| 296238 - | 2009 CW57                | 2 febbraio 2009   | Mt. Lemmon Survey           |
| 296239 - | 2009 CY59                | 4 febbraio 2009   | Mt. Lemmon Survey           |
| 296240 - | 2009 CE60                | 14 febbraio 2009  | OAM                         |
| 296241 - | 2009 CN60                | 3 febbraio 2009   | Mt. Lemmon Survey           |
| 296242 - | 2009 DW6                 | 17 febbraio 2009  | Spacewatch                  |
| 296243 - | 2009 DZ11                | 18 febbraio 2009  | LINEAR                      |
| 296244 - | 2009 DA12                | 22 febbraio 2009  | CSS                         |
| 296245 - | 2009 DQ12                | 16 febbraio 2009  | Spacewatch                  |
| 296246 - | 2009 DN13                | 16 febbraio 2009  | Spacewatch                  |
| 296247 - | 2009 DA15                | 20 febbraio 2009  | Calvin College              |
| 296248 - | 2009 DL17                | 17 febbraio 2009  | Spacewatch                  |
| 296249 - | 2009 DR18                | 19 febbraio 2009  | Mt. Lemmon Survey           |
| 296250 - | 2009 DC20                | 16 febbraio 2009  | CSS                         |
| 296251 - | 2009 DH21                | 19 febbraio 2009  | Spacewatch                  |
| 296252 - | 2009 DK23                | 19 febbraio 2009  | Spacewatch                  |
| 296253 - | 2009 DM23                | 19 febbraio 2009  | Spacewatch                  |
| 296254 - | 2009 DP23                | 20 febbraio 2009  | Spacewatch                  |
| 296255 - | 2009 DU23                | 20 febbraio 2009  | Mt. Lemmon Survey           |
| 296256 - | 2009 DB28                | 22 febbraio 2009  | Hormuth, F.                 |
| 296257 - | 2009 DQ31                | 20 febbraio 2009  | Spacewatch                  |
| 296258 - | 2009 DW32                | 20 febbraio 2009  | Spacewatch                  |
| 296259 - | 2009 DP33                | 20 febbraio 2009  | Spacewatch                  |
| 296260 - | 2009 DM34                | 20 febbraio 2009  | Spacewatch                  |
| 296261 - | 2009 DX34                | 20 febbraio 2009  | Spacewatch                  |
| 296262 - | 2009 DA35                | 20 febbraio 2009  | Spacewatch                  |
| 296263 - | 2009 DO35                | 20 febbraio 2009  | Spacewatch                  |
| 296264 - | 2009 DH36                | 22 febbraio 2009  | Mt. Lemmon Survey           |
| 296265 - | 2009 DY38                | 19 febbraio 2009  | CSS                         |
| 296266 - | 2009 DO39                | 19 febbraio 2009  | Kugel, F.                   |
| 296267 - | 2009 DY40                | 16 febbraio 2009  | OAM                         |
| 296268 - | 2009 DA41                | 17 febbraio 2009  | OAM                         |
| 296269 - | 2009 DZ41                | 19 febbraio 2009  | OAM                         |
| 296270 - | 2009 DO43                | 19 febbraio 2009  | Spacewatch                  |
| 296271 - | 2009 DH45                | 26 febbraio 2009  | LINEAR                      |
| 296272 - | 2009 DU45                | 23 febbraio 2009  | LINEAR                      |
| 296273 - | 2009 DX45                | 23 febbraio 2009  | LINEAR                      |
| 296274 - | 2009 DV47                | 28 febbraio 2009  | Apitzsch, R.                |
| 296275 - | 2009 DD48                | 26 febbraio 2009  | LINEAR                      |
| 296276 - | 2009 DN51                | 21 febbraio 2009  | Spacewatch                  |
| 296277 - | 2009 DB55                | 22 febbraio 2009  | Spacewatch                  |
| 296278 - | 2009 DD57                | 22 febbraio 2009  | Spacewatch                  |
| 296279 - | 2009 DG58                | 22 febbraio 2009  | Spacewatch                  |
| 296280 - | 2009 DH61                | 22 febbraio 2009  | Spacewatch                  |
| 296281 - | 2009 DL61                | 22 febbraio 2009  | Spacewatch                  |
| 296282 - | 2009 DP65                | 22 febbraio 2009  | Mt. Lemmon Survey           |
| 296283 - | 2009 DQ69                | 26 febbraio 2009  | CSS                         |
| 296284 - | 2009 DF71                | 17 febbraio 2009  | Spacewatch                  |
| 296285 - | 2009 DD73                | 25 febbraio 2009  | Crni Vrh                    |
| 296286 - | 2009 DF73                | 12 settembre 2006 | CSS                         |
| 296287 - | 2009 DV74                | 26 febbraio 2009  | Spacewatch                  |
| 296288 - | 2009 DE75                | 19 febbraio 2009  | Spacewatch                  |
| 296289 - | 2009 DY77                | 24 febbraio 2009  | OAM                         |
| 296290 - | 2009 DE82                | 24 febbraio 2009  | Spacewatch                  |
| 296291 - | 2009 DU83                | 24 febbraio 2009  | Spacewatch                  |
| 296292 - | 2009 DA86                | 27 febbraio 2009  | Spacewatch                  |
| 296293 - | 2009 DD89                | 24 febbraio 2009  | Spacewatch                  |
| 296294 - | 2009 DL89                | 24 febbraio 2009  | Mt. Lemmon Survey           |
| 296295 - | 2009 DN90                | 26 febbraio 2009  | CSS                         |
| 296296 - | 2009 DW104               | 26 febbraio 2009  | Spacewatch                  |
| 296297 - | 2009 DT106               | 28 febbraio 2009  | Spacewatch                  |
| 296298 - | 2009 DQ107               | 23 febbraio 2009  | OAM                         |
| 296299 - | 2009 DF113               | 27 febbraio 2009  | Spacewatch                  |
| 296300 - | 2009 DA120               | 27 febbraio 2009  | Spacewatch                  |

## 296301-296400
| Nome              | Designazione provvisoria | Data di scoperta | Scopritore             |
| ----------------- | ------------------------ | ---------------- | ---------------------- |
| 296301 -          | 2009 DU121               | 27 febbraio 2009 | Spacewatch             |
| 296302 -          | 2009 DN123               | 24 febbraio 2009 | CSS                    |
| 296303 -          | 2009 DH125               | 19 febbraio 2009 | Spacewatch             |
| 296304 -          | 2009 DH126               | 19 febbraio 2009 | Spacewatch             |
| 296305 -          | 2009 DP126               | 20 febbraio 2009 | Spacewatch             |
| 296306 -          | 2009 DS127               | 20 febbraio 2009 | Spacewatch             |
| 296307 -          | 2009 DU127               | 20 febbraio 2009 | Spacewatch             |
| 296308 -          | 2009 DV128               | 24 febbraio 2009 | CSS                    |
| 296309 -          | 2009 DX128               | 24 febbraio 2009 | Spacewatch             |
| 296310 -          | 2009 DC131               | 20 febbraio 2009 | Mt. Lemmon Survey      |
| 296311 -          | 2009 DS131               | 19 febbraio 2009 | Spacewatch             |
| 296312 -          | 2009 DW133               | 28 febbraio 2009 | Spacewatch             |
| 296313 -          | 2009 DJ134               | 28 febbraio 2009 | Spacewatch             |
| 296314 -          | 2009 DG137               | 19 febbraio 2009 | Spacewatch             |
| 296315 -          | 2009 DK137               | 24 febbraio 2009 | Spacewatch             |
| 296316 -          | 2009 DB140               | 19 febbraio 2009 | Spacewatch             |
| 296317 -          | 2009 DL140               | 21 febbraio 2009 | Spacewatch             |
| 296318 -          | 2009 EN2                 | 3 marzo 2009     | CSS                    |
| 296319 -          | 2009 EE3                 | 5 marzo 2009     | Birtwhistle, P.        |
| 296320 -          | 2009 EX7                 | 2 marzo 2009     | Mt. Lemmon Survey      |
| 296321 -          | 2009 EM11                | 11 gennaio 2008  | Spacewatch             |
| 296322 -          | 2009 ER14                | 15 marzo 2009    | Spacewatch             |
| 296323 -          | 2009 ES14                | 15 marzo 2009    | Spacewatch             |
| 296324 -          | 2009 ES15                | 15 marzo 2009    | Spacewatch             |
| 296325 -          | 2009 EG16                | 15 marzo 2009    | Spacewatch             |
| 296326 -          | 2009 EX16                | 15 marzo 2009    | Spacewatch             |
| 296327 -          | 2009 EN17                | 15 marzo 2009    | CSS                    |
| 296328 -          | 2009 EU19                | 15 marzo 2009    | Mt. Lemmon Survey      |
| 296329 -          | 2009 EW19                | 15 marzo 2009    | Mt. Lemmon Survey      |
| 296330 -          | 2009 EF20                | 15 marzo 2009    | OAM                    |
| 296331 -          | 2009 EO21                | 15 marzo 2009    | Spacewatch             |
| 296332 -          | 2009 EC22                | 2 marzo 2009     | Mt. Lemmon Survey      |
| 296333 -          | 2009 EZ22                | 3 marzo 2009     | Mt. Lemmon Survey      |
| 296334 -          | 2009 EQ24                | 2 marzo 2009     | Mt. Lemmon Survey      |
| 296335 -          | 2009 EM25                | 3 marzo 2009     | Mt. Lemmon Survey      |
| 296336 -          | 2009 EA26                | 8 marzo 2009     | Mt. Lemmon Survey      |
| 296337 -          | 2009 EQ28                | 3 marzo 2009     | CSS                    |
| 296338 -          | 2009 EL29                | 2 marzo 2009     | Mt. Lemmon Survey      |
| 296339 -          | 2009 EC31                | 2 marzo 2009     | Spacewatch             |
| 296340 -          | 2009 FO                  | 17 marzo 2009    | CSS                    |
| 296341 -          | 2009 FE1                 | 16 marzo 2009    | PMO NEO Survey Program |
| 296342 -          | 2009 FV3                 | 18 marzo 2009    | Kugel, F.              |
| 296343 -          | 2009 FX3                 | 18 marzo 2009    | OAM                    |
| 296344 -          | 2009 FJ4                 | 18 marzo 2009    | OAM                    |
| 296345 -          | 2009 FR4                 | 19 marzo 2009    | Elenin, L.             |
| 296346 -          | 2009 FO7                 | 16 marzo 2009    | Spacewatch             |
| 296347 -          | 2009 FA9                 | 16 marzo 2009    | Mt. Lemmon Survey      |
| 296348 -          | 2009 FE9                 | 16 marzo 2009    | Mt. Lemmon Survey      |
| 296349 -          | 2009 FN9                 | 16 marzo 2009    | PMO NEO Survey Program |
| 296350 -          | 2009 FJ11                | 17 marzo 2009    | Spacewatch             |
| 296351 Linyongbin | 2009 FZ18                | 20 marzo 2009    | LUSS                   |
| 296352 -          | 2009 FA22                | 18 marzo 2009    | Spacewatch             |
| 296353 -          | 2009 FG22                | 18 marzo 2009    | Spacewatch             |
| 296354 -          | 2009 FH22                | 18 marzo 2009    | Spacewatch             |
| 296355 -          | 2009 FO22                | 19 marzo 2009    | Spacewatch             |
| 296356 -          | 2009 FE23                | 20 marzo 2009    | Bickel, W.             |
| 296357 -          | 2009 FN23                | 21 marzo 2009    | Mt. Lemmon Survey      |
| 296358 -          | 2009 FD25                | 22 marzo 2009    | OAM                    |
| 296359 -          | 2009 FK25                | 21 marzo 2009    | CSS                    |
| 296360 -          | 2009 FM25                | 20 marzo 2009    | OAM                    |
| 296361 -          | 2009 FQ25                | 22 marzo 2009    | Teamo, N.              |
| 296362 -          | 2009 FU25                | 21 marzo 2009    | Schwab, E., Kling, R.  |
| 296363 -          | 2009 FH26                | 17 marzo 2009    | Spacewatch             |
| 296364 -          | 2009 FE27                | 19 marzo 2009    | Mt. Lemmon Survey      |
| 296365 -          | 2009 FZ29                | 25 marzo 2009    | Sheridan, E.           |
| 296366 -          | 2009 FD30                | 23 marzo 2009    | Teamo, N.              |
| 296367 -          | 2009 FF31                | 24 marzo 2009    | OAM                    |
| 296368 -          | 2009 FM37                | 24 marzo 2009    | Mt. Lemmon Survey      |
| 296369 -          | 2009 FP37                | 6 ottobre 1999   | Spacewatch             |
| 296370 -          | 2009 FS39                | 27 marzo 2009    | CSS                    |
| 296371 -          | 2009 FF42                | 28 marzo 2009    | Spacewatch             |
| 296372 -          | 2009 FH42                | 28 marzo 2009    | Spacewatch             |
| 296373 -          | 2009 FK43                | 30 marzo 2009    | Tozzi, F.              |
| 296374 -          | 2009 FA44                | 29 marzo 2009    | Bickel, W.             |
| 296375 -          | 2009 FU44                | 22 marzo 2009    | Mt. Lemmon Survey      |
| 296376 -          | 2009 FW44                | 24 marzo 2009    | Spacewatch             |
| 296377 -          | 2009 FD46                | 28 marzo 2009    | Spacewatch             |
| 296378 -          | 2009 FU46                | 27 marzo 2009    | Spacewatch             |
| 296379 -          | 2009 FW48                | 26 marzo 2009    | Mt. Lemmon Survey      |
| 296380 -          | 2009 FV52                | 29 marzo 2009    | Spacewatch             |
| 296381 -          | 2009 FM53                | 29 marzo 2009    | Spacewatch             |
| 296382 -          | 2009 FF56                | 19 marzo 2009    | CSS                    |
| 296383 -          | 2009 FB57                | 29 marzo 2009    | CSS                    |
| 296384 -          | 2009 FW57                | 17 marzo 2009    | Spacewatch             |
| 296385 -          | 2009 FY57                | 17 marzo 2009    | Spacewatch             |
| 296386 -          | 2009 FK64                | 31 marzo 2009    | Mt. Lemmon Survey      |
| 296387 -          | 2009 FX64                | 16 marzo 2009    | Spacewatch             |
| 296388 -          | 2009 FE65                | 18 marzo 2009    | Spacewatch             |
| 296389 -          | 2009 FD68                | 28 marzo 2009    | Spacewatch             |
| 296390 -          | 2009 FR68                | 17 marzo 2009    | Spacewatch             |
| 296391 -          | 2009 FJ70                | 19 marzo 2009    | Spacewatch             |
| 296392 -          | 2009 FN70                | 19 marzo 2009    | Mt. Lemmon Survey      |
| 296393 -          | 2009 FQ70                | 21 marzo 2009    | Spacewatch             |
| 296394 -          | 2009 FE71                | 29 marzo 2009    | Spacewatch             |
| 296395 -          | 2009 FF71                | 29 marzo 2009    | Spacewatch             |
| 296396 -          | 2009 FW71                | 16 marzo 2009    | Spacewatch             |
| 296397 -          | 2009 FS72                | 18 marzo 2009    | Mt. Lemmon Survey      |
| 296398 -          | 2009 FU72                | 19 marzo 2009    | Spacewatch             |
| 296399 -          | 2009 FJ74                | 31 marzo 2009    | Mt. Lemmon Survey      |
| 296400 -          | 2009 FO74                | 17 marzo 2009    | Siding Spring Survey   |

## 296401-296500
| Nome               | Designazione provvisoria | Data di scoperta | Scopritore                  |
| ------------------ | ------------------------ | ---------------- | --------------------------- |
| 296401 -           | 2009 FF75                | 17 marzo 2009    | Spacewatch                  |
| 296402 -           | 2009 GF1                 | 3 aprile 2009    | Cerro Burek                 |
| 296403 -           | 2009 GQ1                 | 5 aprile 2009    | Cerro Burek                 |
| 296404 -           | 2009 GT1                 | 12 aprile 2009   | Ries, W.                    |
| 296405 -           | 2009 GE2                 | 5 aprile 2009    | OAM                         |
| 296406 -           | 2009 GO3                 | 15 aprile 2009   | LINEAR                      |
| 296407 -           | 2009 GY3                 | 5 aprile 2009    | Cerro Burek                 |
| 296408 -           | 2009 GV4                 | 15 aprile 2009   | Siding Spring Survey        |
| 296409 -           | 2009 GC5                 | 2 aprile 2009    | Spacewatch                  |
| 296410 -           | 2009 GK5                 | 2 aprile 2009    | Siding Spring Survey        |
| 296411 -           | 2009 GX5                 | 2 aprile 2009    | Mt. Lemmon Survey           |
| 296412 -           | 2009 HA1                 | 16 aprile 2009   | CSS                         |
| 296413 -           | 2009 HO1                 | 17 aprile 2009   | Spacewatch                  |
| 296414 -           | 2009 HT1                 | 17 aprile 2009   | CSS                         |
| 296415 -           | 2009 HF3                 | 16 aprile 2009   | CSS                         |
| 296416 -           | 2009 HK3                 | 16 aprile 2009   | Spacewatch                  |
| 296417 -           | 2009 HT3                 | 17 aprile 2009   | Spacewatch                  |
| 296418 -           | 2009 HE4                 | 17 aprile 2009   | Spacewatch                  |
| 296419 -           | 2009 HT4                 | 17 aprile 2009   | Spacewatch                  |
| 296420 -           | 2009 HT14                | 18 aprile 2009   | Spacewatch                  |
| 296421 -           | 2009 HQ18                | 19 aprile 2009   | Spacewatch                  |
| 296422 -           | 2009 HY18                | 19 aprile 2009   | Mt. Lemmon Survey           |
| 296423 -           | 2009 HO22                | 17 aprile 2009   | Spacewatch                  |
| 296424 -           | 2009 HM31                | 19 aprile 2009   | Spacewatch                  |
| 296425 -           | 2009 HZ35                | 20 aprile 2009   | LINEAR                      |
| 296426 -           | 2009 HQ36                | 20 aprile 2009   | OAM                         |
| 296427 -           | 2009 HD37                | 17 aprile 2009   | CSS                         |
| 296428 -           | 2009 HM39                | 18 aprile 2009   | Mt. Lemmon Survey           |
| 296429 -           | 2009 HB41                | 20 aprile 2009   | Spacewatch                  |
| 296430 -           | 2009 HU41                | 20 aprile 2009   | Spacewatch                  |
| 296431 -           | 2009 HS42                | 20 aprile 2009   | Spacewatch                  |
| 296432 -           | 2009 HN43                | 20 aprile 2009   | Spacewatch                  |
| 296433 -           | 2009 HG45                | 21 aprile 2009   | OAM                         |
| 296434 -           | 2009 HD47                | 18 aprile 2009   | Spacewatch                  |
| 296435 -           | 2009 HH48                | 19 aprile 2009   | Spacewatch                  |
| 296436 -           | 2009 HJ48                | 19 aprile 2009   | Spacewatch                  |
| 296437 -           | 2009 HY48                | 19 aprile 2009   | Spacewatch                  |
| 296438 -           | 2009 HZ48                | 19 aprile 2009   | Spacewatch                  |
| 296439 -           | 2009 HA49                | 19 aprile 2009   | Spacewatch                  |
| 296440 -           | 2009 HP51                | 21 aprile 2009   | Spacewatch                  |
| 296441 -           | 2009 HQ51                | 21 aprile 2009   | Spacewatch                  |
| 296442 -           | 2009 HV53                | 20 aprile 2009   | Spacewatch                  |
| 296443 -           | 2009 HL54                | 20 aprile 2009   | Spacewatch                  |
| 296444 -           | 2009 HS54                | 20 aprile 2009   | Spacewatch                  |
| 296445 -           | 2009 HQ57                | 20 aprile 2009   | OAM                         |
| 296446 -           | 2009 HF58                | 24 aprile 2009   | Gierlinger, R.              |
| 296447 -           | 2009 HG58                | 21 aprile 2009   | OAM                         |
| 296448 -           | 2009 HE59                | 21 aprile 2009   | Bickel, W.                  |
| 296449 -           | 2009 HM59                | 23 aprile 2009   | OAM                         |
| 296450 -           | 2009 HL64                | 22 aprile 2009   | Spacewatch                  |
| 296451 -           | 2009 HS64                | 23 aprile 2009   | Spacewatch                  |
| 296452 -           | 2009 HY64                | 23 aprile 2009   | Spacewatch                  |
| 296453 -           | 2009 HD65                | 23 aprile 2009   | Spacewatch                  |
| 296454 -           | 2009 HJ65                | 23 aprile 2009   | Spacewatch                  |
| 296455 -           | 2009 HR73                | 18 aprile 2009   | CSS                         |
| 296456 -           | 2009 HY73                | 19 aprile 2009   | CSS                         |
| 296457 -           | 2009 HQ76                | 26 aprile 2009   | Siding Spring Survey        |
| 296458 -           | 2009 HJ79                | 26 aprile 2009   | Spacewatch                  |
| 296459 -           | 2009 HN79                | 26 aprile 2009   | Spacewatch                  |
| 296460 -           | 2009 HQ80                | 28 aprile 2009   | CSS                         |
| 296461 -           | 2009 HY80                | 29 aprile 2009   | Mt. Lemmon Survey           |
| 296462 Corylachlan | 2009 HZ81                | 23 aprile 2009   | Todd, M.                    |
| 296463 -           | 2009 HT83                | 27 aprile 2009   | Spacewatch                  |
| 296464 -           | 2009 HC84                | 27 aprile 2009   | Spacewatch                  |
| 296465 -           | 2009 HK88                | 24 aprile 2009   | OAM                         |
| 296466 -           | 2009 HU88                | 23 aprile 2009   | OAM                         |
| 296467 -           | 2009 HO89                | 30 aprile 2009   | OAM                         |
| 296468 -           | 2009 HV90                | 20 aprile 2009   | Mt. Lemmon Survey           |
| 296469 -           | 2009 HB91                | 22 aprile 2009   | OAM                         |
| 296470 -           | 2009 HG92                | 29 aprile 2009   | Spacewatch                  |
| 296471 -           | 2009 HS93                | 30 aprile 2009   | Spacewatch                  |
| 296472 -           | 2009 HA94                | 28 aprile 2009   | Cernis, K., Zdanavicius, J. |
| 296473 -           | 2009 HX95                | 20 aprile 2009   | Mt. Lemmon Survey           |
| 296474 -           | 2009 HN97                | 17 aprile 2009   | Spacewatch                  |
| 296475 -           | 2009 HA98                | 19 aprile 2009   | CSS                         |
| 296476 -           | 2009 HB98                | 19 aprile 2009   | Spacewatch                  |
| 296477 -           | 2009 HS99                | 22 aprile 2009   | Mt. Lemmon Survey           |
| 296478 -           | 2009 HP101               | 19 aprile 2009   | Spacewatch                  |
| 296479 -           | 2009 HR101               | 20 aprile 2009   | Spacewatch                  |
| 296480 -           | 2009 HW101               | 18 aprile 2009   | Spacewatch                  |
| 296481 -           | 2009 HM102               | 22 aprile 2009   | Mt. Lemmon Survey           |
| 296482 -           | 2009 HX102               | 17 aprile 2009   | Spacewatch                  |
| 296483 -           | 2009 HJ103               | 18 aprile 2009   | Spacewatch                  |
| 296484 -           | 2009 HW103               | 20 aprile 2009   | Spacewatch                  |
| 296485 -           | 2009 HP104               | 29 aprile 2009   | Spacewatch                  |
| 296486 -           | 2009 HT105               | 29 aprile 2009   | Spacewatch                  |
| 296487 -           | 2009 HX105               | 30 aprile 2009   | Mt. Lemmon Survey           |
| 296488 -           | 2009 JX                  | 3 maggio 2009    | OAM                         |
| 296489 -           | 2009 JY                  | 4 maggio 2009    | OAM                         |
| 296490 -           | 2009 JD1                 | 4 maggio 2009    | OAM                         |
| 296491 -           | 2009 JH1                 | 2 maggio 2009    | OAM                         |
| 296492 -           | 2009 JS1                 | 2 maggio 2009    | PMO NEO Survey Program      |
| 296493 -           | 2009 JB2                 | 2 maggio 2009    | Spacewatch                  |
| 296494 -           | 2009 JC2                 | 2 maggio 2009    | Siding Spring Survey        |
| 296495 -           | 2009 JF4                 | 14 maggio 2009   | Lowe, A.                    |
| 296496 -           | 2009 JL6                 | 13 maggio 2009   | Spacewatch                  |
| 296497 -           | 2009 JY10                | 14 maggio 2009   | Spacewatch                  |
| 296498 -           | 2009 JB12                | 15 maggio 2009   | CSS                         |
| 296499 -           | 2009 JO15                | 3 maggio 2009    | Mt. Lemmon Survey           |
| 296500 -           | 2009 JZ15                | 13 maggio 2009   | Spacewatch                  |

## 296501-296600
| Nome               | Designazione provvisoria | Data di scoperta  | Scopritore                 |
| ------------------ | ------------------------ | ----------------- | -------------------------- |
| 296501 -           | 2009 JL16                | 15 maggio 2009    | Spacewatch                 |
| 296502 -           | 2009 JM16                | 15 maggio 2009    | Spacewatch                 |
| 296503 -           | 2009 KW                  | 16 maggio 2009    | Matson, R.                 |
| 296504 -           | 2009 KM1                 | 18 maggio 2009    | Lowe, A.                   |
| 296505 -           | 2009 KJ2                 | 19 maggio 2009    | Tozzi, F.                  |
| 296506 -           | 2009 KL3                 | 23 maggio 2009    | Matson, R.                 |
| 296507 -           | 2009 KL4                 | 24 maggio 2009    | Spacewatch                 |
| 296508 -           | 2009 KA8                 | 27 maggio 2009    | OAM                        |
| 296509 -           | 2009 KN9                 | 25 maggio 2009    | Spacewatch                 |
| 296510 -           | 2009 KL11                | 25 maggio 2009    | Spacewatch                 |
| 296511 -           | 2009 KF19                | 28 maggio 2009    | Mt. Lemmon Survey          |
| 296512 -           | 2009 KW19                | 28 maggio 2009    | Spacewatch                 |
| 296513 -           | 2009 KB22                | 25 maggio 2009    | Mt. Lemmon Survey          |
| 296514 -           | 2009 KK24                | 27 maggio 2009    | Spacewatch                 |
| 296515 -           | 2009 KJ28                | 30 maggio 2009    | Mt. Lemmon Survey          |
| 296516 -           | 2009 LJ                  | 2 giugno 2009     | Tozzi, F.                  |
| 296517 -           | 2009 LC1                 | 12 giugno 2009    | Spacewatch                 |
| 296518 -           | 2009 LK5                 | 13 giugno 2009    | Bickel, W.                 |
| 296519 -           | 2009 LG6                 | 15 giugno 2009    | Mt. Lemmon Survey          |
| 296520 -           | 2009 MO                  | 17 giugno 2009    | Mt. Lemmon Survey          |
| 296521 -           | 2009 MZ8                 | 29 giugno 2009    | Hug, G.                    |
| 296522 -           | 2009 OB                  | 16 luglio 2009    | OAM                        |
| 296523 -           | 2009 OT                  | 18 luglio 2009    | OAM                        |
| 296524 -           | 2009 OU1                 | 19 luglio 2009    | Crni Vrh                   |
| 296525 Milanovskiy | 2009 OU2                 | 20 luglio 2009    | Kryachko, T. V.            |
| 296526 -           | 2009 OW5                 | 26 luglio 2009    | Kugel, F.                  |
| 296527 -           | 2009 OG7                 | 27 luglio 2009    | CSS                        |
| 296528 -           | 2009 OM8                 | 19 luglio 2009    | OAM                        |
| 296529 -           | 2009 OL9                 | 28 luglio 2009    | OAM                        |
| 296530 -           | 2009 OV9                 | 28 luglio 2009    | Schwab, E.                 |
| 296531 -           | 2009 OF10                | 29 luglio 2009    | OAM                        |
| 296532 -           | 2009 OW10                | 28 luglio 2009    | CSS                        |
| 296533 -           | 2009 OM12                | 27 luglio 2009    | Spacewatch                 |
| 296534 -           | 2009 OG16                | 28 luglio 2009    | Spacewatch                 |
| 296535 -           | 2009 OA18                | 28 luglio 2009    | Spacewatch                 |
| 296536 -           | 2009 OC18                | 28 luglio 2009    | Spacewatch                 |
| 296537 -           | 2009 OK19                | 28 luglio 2009    | Spacewatch                 |
| 296538 -           | 2009 OF20                | 29 luglio 2009    | OAM                        |
| 296539 -           | 2009 OM22                | 25 luglio 2009    | OAM                        |
| 296540 -           | 2009 OE23                | 20 luglio 2009    | Siding Spring Survey       |
| 296541 -           | 2009 OP23                | 28 luglio 2009    | Spacewatch                 |
| 296542 -           | 2009 OY24                | 24 luglio 2009    | LINEAR                     |
| 296543 -           | 2009 PA1                 | 11 agosto 2009    | LINEAR                     |
| 296544 -           | 2009 PC2                 | 15 agosto 2009    | Lowe, A.                   |
| 296545 -           | 2009 PH5                 | 15 agosto 2009    | OAM                        |
| 296546 -           | 2009 PE9                 | 15 agosto 2009    | Spacewatch                 |
| 296547 -           | 2009 PO10                | 28 dicembre 2005  | CSS                        |
| 296548 -           | 2009 PG15                | 15 agosto 2009    | CSS                        |
| 296549 -           | 2009 PY19                | 1 agosto 2009     | CSS                        |
| 296550 -           | 2009 PV20                | 15 agosto 2009    | Spacewatch                 |
| 296551 -           | 2009 QY1                 | 16 agosto 2009    | Ory, M.                    |
| 296552 -           | 2009 QR7                 | 18 agosto 2009    | Bickel, W.                 |
| 296553 -           | 2009 QQ11                | 16 agosto 2009    | OAM                        |
| 296554 -           | 2009 QK15                | 16 agosto 2009    | Spacewatch                 |
| 296555 -           | 2009 QZ16                | 17 agosto 2009    | OAM                        |
| 296556 -           | 2009 QW23                | 16 agosto 2009    | Spacewatch                 |
| 296557 -           | 2009 QG24                | 16 agosto 2009    | Spacewatch                 |
| 296558 -           | 2009 QJ24                | 16 agosto 2009    | CSS                        |
| 296559 -           | 2009 QS26                | 22 agosto 2009    | Emmerich, M., Melchert, S. |
| 296560 -           | 2009 QJ28                | 20 agosto 2009    | Drebach                    |
| 296561 -           | 2009 QZ30                | 24 agosto 2009    | OAM                        |
| 296562 -           | 2009 QJ34                | 25 agosto 2009    | Gajdoš, S., Világi, J.     |
| 296563 -           | 2009 QS35                | 29 agosto 2009    | Elenin, L.                 |
| 296564 -           | 2009 QU37                | 29 agosto 2009    | Bickel, W.                 |
| 296565 -           | 2009 QP40                | 26 agosto 2009    | OAM                        |
| 296566 -           | 2009 QB43                | 26 agosto 2009    | OAM                        |
| 296567 -           | 2009 QJ43                | 27 agosto 2009    | OAM                        |
| 296568 -           | 2009 QL44                | 27 agosto 2009    | Spacewatch                 |
| 296569 -           | 2009 QA46                | 27 agosto 2009    | Spacewatch                 |
| 296570 -           | 2009 QN49                | 1 novembre 2005   | Mt. Lemmon Survey          |
| 296571 -           | 2009 QV51                | 29 agosto 2009    | Spacewatch                 |
| 296572 -           | 2009 QD55                | 27 agosto 2009    | OAM                        |
| 296573 -           | 2009 QT55                | 27 agosto 2009    | Spacewatch                 |
| 296574 -           | 2009 QU55                | 27 agosto 2009    | Spacewatch                 |
| 296575 -           | 2009 QJ58                | 16 agosto 2009    | Spacewatch                 |
| 296576 -           | 2009 QC59                | 27 agosto 2009    | Spacewatch                 |
| 296577 Arkhangelsk | 2009 RV2                 | 11 settembre 2009 | Kryachko, T. V.            |
| 296578 -           | 2009 RB6                 | 13 settembre 2009 | Kugel, F.                  |
| 296579 -           | 2009 RC6                 | 13 settembre 2009 | Kugel, F.                  |
| 296580 -           | 2009 RT7                 | 11 settembre 2009 | OAM                        |
| 296581 -           | 2009 RU8                 | 12 settembre 2009 | Spacewatch                 |
| 296582 -           | 2009 RM11                | 12 settembre 2009 | Spacewatch                 |
| 296583 -           | 2009 RD14                | 12 settembre 2009 | Spacewatch                 |
| 296584 -           | 2009 RQ16                | 12 settembre 2009 | Spacewatch                 |
| 296585 -           | 2009 RZ18                | 13 settembre 2009 | PMO NEO Survey Program     |
| 296586 -           | 2009 RB25                | 15 settembre 2009 | Spacewatch                 |
| 296587 Ocaña       | 2009 RA26                | 13 settembre 2009 | ESA OGS                    |
| 296588 -           | 2009 RW30                | 14 settembre 2009 | Spacewatch                 |
| 296589 -           | 2009 RN31                | 14 settembre 2009 | Spacewatch                 |
| 296590 -           | 2009 RV31                | 14 settembre 2009 | Spacewatch                 |
| 296591 -           | 2009 RZ31                | 14 settembre 2009 | Spacewatch                 |
| 296592 -           | 2009 RA33                | 14 settembre 2009 | Spacewatch                 |
| 296593 -           | 2009 RO34                | 14 settembre 2009 | Spacewatch                 |
| 296594 -           | 2009 RG46                | 15 settembre 2009 | Spacewatch                 |
| 296595 -           | 2009 RV50                | 15 settembre 2009 | Spacewatch                 |
| 296596 -           | 2009 RD52                | 15 settembre 2009 | Spacewatch                 |
| 296597 -           | 2009 RF52                | 15 settembre 2009 | Spacewatch                 |
| 296598 -           | 2009 RA55                | 15 settembre 2009 | Spacewatch                 |
| 296599 -           | 2009 RH55                | 15 settembre 2009 | Spacewatch                 |
| 296600 -           | 2009 RC56                | 15 settembre 2009 | Spacewatch                 |

## 296601-296700
| Nome               | Designazione provvisoria | Data di scoperta  | Scopritore             |
| ------------------ | ------------------------ | ----------------- | ---------------------- |
| 296601 -           | 2009 RE57                | 15 settembre 2009 | Spacewatch             |
| 296602 -           | 2009 RL60                | 14 settembre 2009 | CSS                    |
| 296603 -           | 2009 RG62                | 15 settembre 2009 | Spacewatch             |
| 296604 -           | 2009 RT63                | 15 settembre 2009 | Spacewatch             |
| 296605 -           | 2009 RV69                | 15 settembre 2009 | Spacewatch             |
| 296606 -           | 2009 RC70                | 14 settembre 2009 | Spacewatch             |
| 296607 -           | 2009 RV70                | 15 settembre 2009 | Spacewatch             |
| 296608 -           | 2009 RM73                | 10 novembre 2005  | Mt. Lemmon Survey      |
| 296609 -           | 2009 RA75                | 14 settembre 2009 | LINEAR                 |
| 296610 -           | 2009 SV12                | 16 settembre 2009 | Mt. Lemmon Survey      |
| 296611 -           | 2009 SH13                | 16 settembre 2009 | Mt. Lemmon Survey      |
| 296612 -           | 2009 SA19                | 18 settembre 2009 | Muler, G.              |
| 296613 -           | 2009 SY20                | 16 settembre 2009 | Mt. Lemmon Survey      |
| 296614 -           | 2009 SC21                | 17 settembre 2009 | CSS                    |
| 296615 -           | 2009 SL21                | 21 settembre 2009 | Bickel, W.             |
| 296616 -           | 2009 SX28                | 16 settembre 2009 | Spacewatch             |
| 296617 -           | 2009 SW30                | 16 settembre 2009 | Spacewatch             |
| 296618 -           | 2009 SY30                | 16 settembre 2009 | Spacewatch             |
| 296619 -           | 2009 SY35                | 14 dicembre 2006  | Mt. Lemmon Survey      |
| 296620 -           | 2009 SJ40                | 16 settembre 2009 | Spacewatch             |
| 296621 -           | 2009 SQ43                | 16 settembre 2009 | Spacewatch             |
| 296622 -           | 2009 SE46                | 16 settembre 2009 | Spacewatch             |
| 296623 -           | 2009 SG47                | 16 settembre 2009 | Spacewatch             |
| 296624 -           | 2009 SP50                | 17 settembre 2009 | Mt. Lemmon Survey      |
| 296625 -           | 2009 SY50                | 17 settembre 2009 | Spacewatch             |
| 296626 -           | 2009 SO53                | 17 settembre 2009 | CSS                    |
| 296627 -           | 2009 SU54                | 17 settembre 2009 | Mt. Lemmon Survey      |
| 296628 -           | 2009 SN58                | 17 settembre 2009 | Spacewatch             |
| 296629 -           | 2009 SX59                | 17 settembre 2009 | Spacewatch             |
| 296630 -           | 2009 SK60                | 17 settembre 2009 | Spacewatch             |
| 296631 -           | 2009 SG61                | 17 settembre 2009 | Spacewatch             |
| 296632 -           | 2009 SZ65                | 17 settembre 2009 | Spacewatch             |
| 296633 -           | 2009 SA70                | 17 settembre 2009 | Mt. Lemmon Survey      |
| 296634 -           | 2009 SX70                | 17 settembre 2009 | Spacewatch             |
| 296635 -           | 2009 SA75                | 17 settembre 2009 | Spacewatch             |
| 296636 -           | 2009 SR75                | 17 settembre 2009 | Spacewatch             |
| 296637 -           | 2009 SR87                | 18 settembre 2009 | Spacewatch             |
| 296638 Sergeibelov | 2009 SD101               | 23 settembre 2009 | Kryachko, T. V.        |
| 296639 -           | 2009 SA102               | 23 settembre 2009 | Kugel, F.              |
| 296640 -           | 2009 SA107               | 16 settembre 2009 | Mt. Lemmon Survey      |
| 296641 -           | 2009 ST109               | 17 settembre 2009 | Spacewatch             |
| 296642 -           | 2009 SE115               | 18 settembre 2009 | Spacewatch             |
| 296643 -           | 2009 SF115               | 18 settembre 2009 | Spacewatch             |
| 296644 -           | 2009 SE118               | 18 settembre 2009 | Spacewatch             |
| 296645 -           | 2009 SG119               | 18 settembre 2009 | Spacewatch             |
| 296646 -           | 2009 SY119               | 18 settembre 2009 | Spacewatch             |
| 296647 -           | 2009 SR120               | 18 settembre 2009 | Spacewatch             |
| 296648 -           | 2009 SG122               | 18 settembre 2009 | Spacewatch             |
| 296649 -           | 2009 SH124               | 18 settembre 2009 | Spacewatch             |
| 296650 -           | 2009 SC129               | 18 settembre 2009 | Spacewatch             |
| 296651 -           | 2009 SH130               | 18 settembre 2009 | Spacewatch             |
| 296652 -           | 2009 SC133               | 18 settembre 2009 | Spacewatch             |
| 296653 -           | 2009 SN135               | 18 settembre 2009 | Spacewatch             |
| 296654 -           | 2009 SW135               | 18 settembre 2009 | Spacewatch             |
| 296655 -           | 2009 SS136               | 18 settembre 2009 | Spacewatch             |
| 296656 -           | 2009 SD139               | 18 settembre 2009 | PMO NEO Survey Program |
| 296657 -           | 2009 SY141               | 19 settembre 2009 | Spacewatch             |
| 296658 -           | 2009 SS143               | 19 settembre 2009 | Spacewatch             |
| 296659 -           | 2009 SZ143               | 19 settembre 2009 | Spacewatch             |
| 296660 -           | 2009 ST149               | 20 settembre 2009 | Spacewatch             |
| 296661 -           | 2009 SK151               | 20 settembre 2009 | Spacewatch             |
| 296662 -           | 2009 SH153               | 14 marzo 2007     | Spacewatch             |
| 296663 -           | 2009 SO154               | 20 settembre 2009 | Spacewatch             |
| 296664 -           | 2009 SQ155               | 20 settembre 2009 | Spacewatch             |
| 296665 -           | 2009 SS155               | 20 settembre 2009 | Spacewatch             |
| 296666 -           | 2009 SQ156               | 20 settembre 2009 | Spacewatch             |
| 296667 -           | 2009 SM159               | 20 settembre 2009 | Spacewatch             |
| 296668 -           | 2009 SY159               | 20 settembre 2009 | Spacewatch             |
| 296669 -           | 2009 SG163               | 21 settembre 2009 | Mt. Lemmon Survey      |
| 296670 -           | 2009 SW163               | 21 settembre 2009 | Spacewatch             |
| 296671 -           | 2009 SP170               | 23 settembre 2009 | Mt. Lemmon Survey      |
| 296672 -           | 2009 SU173               | 18 settembre 2009 | CSS                    |
| 296673 -           | 2009 ST183               | 21 settembre 2009 | Spacewatch             |
| 296674 -           | 2009 SH188               | 21 settembre 2009 | Spacewatch             |
| 296675 -           | 2009 SS189               | 22 settembre 2009 | Spacewatch             |
| 296676 -           | 2009 ST191               | 22 settembre 2009 | Spacewatch             |
| 296677 -           | 2009 SA208               | 23 settembre 2009 | Spacewatch             |
| 296678 -           | 2009 SQ209               | 23 settembre 2009 | Mt. Lemmon Survey      |
| 296679 -           | 2009 SD211               | 23 settembre 2009 | Spacewatch             |
| 296680 -           | 2009 SA212               | 23 settembre 2009 | Spacewatch             |
| 296681 -           | 2009 SZ213               | 23 settembre 2009 | Spacewatch             |
| 296682 -           | 2009 SM218               | 21 agosto 2008    | Spacewatch             |
| 296683 -           | 2009 SS227               | 26 settembre 2009 | Spacewatch             |
| 296684 -           | 2009 SS229               | 16 settembre 2009 | Spacewatch             |
| 296685 -           | 2009 SW235               | 19 settembre 2009 | Spacewatch             |
| 296686 -           | 2009 SN236               | 16 settembre 2009 | CSS                    |
| 296687 -           | 2009 SU238               | 16 settembre 2009 | CSS                    |
| 296688 -           | 2009 SF240               | 17 settembre 2009 | CSS                    |
| 296689 -           | 2009 SD242               | 21 settembre 2009 | CSS                    |
| 296690 -           | 2009 SM245               | 16 settembre 2009 | Spacewatch             |
| 296691 -           | 2009 SC246               | 17 settembre 2009 | Spacewatch             |
| 296692 -           | 2009 SV246               | 18 settembre 2009 | Spacewatch             |
| 296693 -           | 2009 SD247               | 18 settembre 2009 | Spacewatch             |
| 296694 -           | 2009 SV253               | 25 settembre 2009 | Spacewatch             |
| 296695 -           | 2009 SY254               | 16 settembre 2009 | CSS                    |
| 296696 -           | 2009 SJ265               | 23 settembre 2009 | Mt. Lemmon Survey      |
| 296697 -           | 2009 SD269               | 24 settembre 2009 | Mt. Lemmon Survey      |
| 296698 -           | 2009 SF275               | 25 settembre 2009 | Spacewatch             |
| 296699 -           | 2009 SY276               | 25 settembre 2009 | Spacewatch             |
| 296700 -           | 2009 SG277               | 25 settembre 2009 | Spacewatch             |

## 296701-296800
| Nome                  | Designazione provvisoria | Data di scoperta  | Scopritore                   |
| --------------------- | ------------------------ | ----------------- | ---------------------------- |
| 296701 -              | 2009 SS278               | 25 settembre 2009 | Spacewatch                   |
| 296702 -              | 2009 SD282               | 25 settembre 2009 | Spacewatch                   |
| 296703 -              | 2009 SZ284               | 25 settembre 2009 | Mt. Lemmon Survey            |
| 296704 -              | 2009 SA291               | 25 settembre 2009 | Spacewatch                   |
| 296705 -              | 2009 SW296               | 28 settembre 2009 | Spacewatch                   |
| 296706 -              | 2009 SG306               | 17 settembre 2009 | Spacewatch                   |
| 296707 -              | 2009 SK313               | 18 settembre 2009 | Spacewatch                   |
| 296708 -              | 2009 SN314               | 12 novembre 2005  | Spacewatch                   |
| 296709 -              | 2009 SV320               | 21 settembre 2009 | Mt. Lemmon Survey            |
| 296710 -              | 2009 SX323               | 24 settembre 2009 | Mt. Lemmon Survey            |
| 296711 -              | 2009 SF327               | 21 gennaio 2001   | Spacewatch                   |
| 296712 -              | 2009 SA330               | 17 settembre 2009 | Spacewatch                   |
| 296713 -              | 2009 SQ331               | 19 settembre 2009 | CSS                          |
| 296714 -              | 2009 SL335               | 20 settembre 2009 | Spacewatch                   |
| 296715 -              | 2009 SQ337               | 28 settembre 2009 | CSS                          |
| 296716 -              | 2009 SP342               | 16 settembre 2009 | CSS                          |
| 296717 -              | 2009 SX344               | 18 settembre 2009 | Spacewatch                   |
| 296718 -              | 2009 ST346               | 23 settembre 2009 | Mt. Lemmon Survey            |
| 296719 -              | 2009 SH349               | 27 settembre 2009 | Spacewatch                   |
| 296720 -              | 2009 SX349               | 19 settembre 2009 | Spacewatch                   |
| 296721 -              | 2009 SE351               | 29 settembre 2009 | Mt. Lemmon Survey            |
| 296722 -              | 2009 SJ352               | 20 settembre 2009 | Spacewatch                   |
| 296723 -              | 2009 SD353               | 28 settembre 2009 | Spacewatch                   |
| 296724 -              | 2009 SL353               | 22 settembre 2009 | Mt. Lemmon Survey            |
| 296725 -              | 2009 SW354               | 28 settembre 2009 | Mt. Lemmon Survey            |
| 296726 -              | 2009 SA356               | 24 settembre 2009 | Spacewatch                   |
| 296727 -              | 2009 SO359               | 23 settembre 2009 | CSS                          |
| 296728 -              | 2009 SQ360               | 30 settembre 2009 | Mt. Lemmon Survey            |
| 296729 -              | 2009 SF361               | 28 settembre 2009 | CSS                          |
| 296730 -              | 2009 TD3                 | 9 ottobre 2009    | CSS                          |
| 296731 -              | 2009 TK10                | 14 ottobre 2009   | Muler, G.                    |
| 296732 -              | 2009 TP11                | 14 ottobre 2009   | Bickel, W.                   |
| 296733 -              | 2009 TT14                | 13 ottobre 2009   | OAM                          |
| 296734 -              | 2009 TH16                | 10 ottobre 2009   | OAM                          |
| 296735 -              | 2009 TT17                | 15 ottobre 2009   | CSS                          |
| 296736 -              | 2009 TH20                | 11 ottobre 2009   | OAM                          |
| 296737 -              | 2009 TS20                | 11 ottobre 2009   | OAM                          |
| 296738 -              | 2009 TO25                | 14 ottobre 2009   | Mt. Lemmon Survey            |
| 296739 -              | 2009 TY26                | 10 febbraio 2008  | Spacewatch                   |
| 296740 -              | 2009 TD31                | 22 agosto 2004    | Spacewatch                   |
| 296741 -              | 2009 TO34                | 12 ottobre 2009   | OAM                          |
| 296742 -              | 2009 TR35                | 14 ottobre 2009   | OAM                          |
| 296743 -              | 2009 TQ41                | 14 ottobre 2009   | OAM                          |
| 296744 -              | 2009 TZ43                | 14 ottobre 2009   | Mt. Lemmon Survey            |
| 296745 -              | 2009 TL46                | 14 ottobre 2009   | OAM                          |
| 296746 -              | 2009 UV                  | 16 ottobre 2009   | LINEAR                       |
| 296747 -              | 2009 UB1                 | 17 ottobre 2009   | Chestnov, D., Novichonok, A. |
| 296748 -              | 2009 UT1                 | 16 ottobre 2009   | LINEAR                       |
| 296749 -              | 2009 UH12                | 17 ottobre 2009   | Mt. Lemmon Survey            |
| 296750 -              | 2009 UW13                | 19 ottobre 2009   | LINEAR                       |
| 296751 -              | 2009 UX13                | 19 ottobre 2009   | LINEAR                       |
| 296752 -              | 2009 UB14                | 19 ottobre 2009   | LINEAR                       |
| 296753 Mustafamahmoud | 2009 UP14                | 19 ottobre 2009   | Kryachko, T. V.              |
| 296754 -              | 2009 UM24                | 18 ottobre 2009   | Mt. Lemmon Survey            |
| 296755 -              | 2009 UV27                | 22 ottobre 2009   | CSS                          |
| 296756 -              | 2009 UY27                | 22 ottobre 2009   | CSS                          |
| 296757 -              | 2009 US29                | 18 ottobre 2009   | Mt. Lemmon Survey            |
| 296758 -              | 2009 UM33                | 18 ottobre 2009   | Mt. Lemmon Survey            |
| 296759 -              | 2009 UD34                | 18 ottobre 2009   | Mt. Lemmon Survey            |
| 296760 -              | 2009 UP35                | 21 ottobre 2009   | Mt. Lemmon Survey            |
| 296761 -              | 2009 UP41                | 18 ottobre 2009   | Mt. Lemmon Survey            |
| 296762 -              | 2009 UH45                | 18 ottobre 2009   | Mt. Lemmon Survey            |
| 296763 -              | 2009 UB51                | 22 ottobre 2009   | CSS                          |
| 296764 -              | 2009 UH68                | 17 ottobre 2009   | Mt. Lemmon Survey            |
| 296765 -              | 2009 UR69                | 21 ottobre 2009   | CSS                          |
| 296766 -              | 2009 UP76                | 26 ottobre 2005   | Spacewatch                   |
| 296767 -              | 2009 UR79                | 22 ottobre 2009   | Mt. Lemmon Survey            |
| 296768 -              | 2009 UM80                | 22 ottobre 2009   | Mt. Lemmon Survey            |
| 296769 -              | 2009 UQ82                | 23 ottobre 2009   | Mt. Lemmon Survey            |
| 296770 -              | 2009 UA84                | 23 ottobre 2009   | Mt. Lemmon Survey            |
| 296771 -              | 2009 UF88                | 21 ottobre 2009   | CSS                          |
| 296772 -              | 2009 UE100               | 23 ottobre 2009   | Mt. Lemmon Survey            |
| 296773 -              | 2009 UO103               | 24 ottobre 2009   | Spacewatch                   |
| 296774 -              | 2009 UG121               | 24 ottobre 2009   | PMO NEO Survey Program       |
| 296775 -              | 2009 UW121               | 25 ottobre 2009   | OAM                          |
| 296776 -              | 2009 UG127               | 24 ottobre 2009   | CSS                          |
| 296777 -              | 2009 UX130               | 27 ottobre 2009   | Mt. Lemmon Survey            |
| 296778 -              | 2009 UJ132               | 16 ottobre 2009   | CSS                          |
| 296779 -              | 2009 UW135               | 29 ottobre 2009   | CSS                          |
| 296780 -              | 2009 UB140               | 27 ottobre 2009   | CSS                          |
| 296781 -              | 2009 UH143               | 18 ottobre 2009   | Mt. Lemmon Survey            |
| 296782 -              | 2009 UW148               | 10 marzo 2003     | Spacewatch                   |
| 296783 -              | 2009 UT151               | 16 ottobre 2009   | LINEAR                       |
| 296784 -              | 2009 UU151               | 16 ottobre 2009   | LINEAR                       |
| 296785 -              | 2009 UA153               | 24 ottobre 2009   | Spacewatch                   |
| 296786 -              | 2009 UX153               | 16 ottobre 2009   | Mt. Lemmon Survey            |
| 296787 -              | 2009 UR154               | 16 ottobre 2009   | Mt. Lemmon Survey            |
| 296788 -              | 2009 VP1                 | 9 novembre 2009   | Molnar, L. A.                |
| 296789 -              | 2009 VX9                 | 8 novembre 2009   | CSS                          |
| 296790 -              | 2009 VQ18                | 9 novembre 2009   | Spacewatch                   |
| 296791 -              | 2009 VV18                | 9 novembre 2009   | Spacewatch                   |
| 296792 -              | 2009 VF24                | 9 novembre 2009   | Mt. Lemmon Survey            |
| 296793 -              | 2009 VL25                | 10 novembre 2009  | Kugel, F.                    |
| 296794 -              | 2009 VS29                | 9 novembre 2009   | CSS                          |
| 296795 -              | 2009 VY34                | 10 novembre 2009  | Mt. Lemmon Survey            |
| 296796 -              | 2009 VK35                | 10 novembre 2009  | Mt. Lemmon Survey            |
| 296797 -              | 2009 VA38                | 7 maggio 2005     | Mt. Lemmon Survey            |
| 296798 -              | 2009 VX38                | 9 novembre 2009   | Spacewatch                   |
| 296799 -              | 2009 VT41                | 9 novembre 2009   | Mt. Lemmon Survey            |
| 296800 -              | 2009 VQ48                | 10 novembre 2009  | Spacewatch                   |

## 296801-296900
| Nome            | Designazione provvisoria | Data di scoperta | Scopritore                   |
| --------------- | ------------------------ | ---------------- | ---------------------------- |
| 296801 -        | 2009 VU49                | 11 novembre 2009 | Mt. Lemmon Survey            |
| 296802 -        | 2009 VV53                | 15 marzo 2007    | Spacewatch                   |
| 296803 -        | 2009 VU55                | 11 novembre 2009 | Mt. Lemmon Survey            |
| 296804 -        | 2009 VD58                | 15 novembre 2009 | CSS                          |
| 296805 -        | 2009 VJ59                | 8 novembre 2009  | CSS                          |
| 296806 -        | 2009 VK61                | 8 novembre 2009  | Spacewatch                   |
| 296807 -        | 2009 VF72                | 14 novembre 2009 | LINEAR                       |
| 296808 -        | 2009 VO75                | 13 novembre 2009 | OAM                          |
| 296809 -        | 2009 VC79                | 10 novembre 2009 | CSS                          |
| 296810 -        | 2009 VA93                | 8 novembre 2009  | Spacewatch                   |
| 296811 -        | 2009 VX94                | 9 novembre 2009  | Mt. Lemmon Survey            |
| 296812 -        | 2009 VN100               | 10 novembre 2009 | Spacewatch                   |
| 296813 -        | 2009 VL111               | 12 novembre 2009 | OAM                          |
| 296814 -        | 2009 VF112               | 9 novembre 2009  | CSS                          |
| 296815 -        | 2009 VE114               | 9 novembre 2009  | Spacewatch                   |
| 296816 -        | 2009 VR116               | 10 novembre 2009 | Spacewatch                   |
| 296817 -        | 2009 WF3                 | 7 aprile 2002    | Buie, M. W.                  |
| 296818 -        | 2009 WW5                 | 17 novembre 2009 | Chestnov, D., Novichonok, A. |
| 296819 Artesian | 2009 WY6                 | 17 novembre 2009 | Kryachko, T. V.              |
| 296820 Paju     | 2009 WT7                 | 18 novembre 2009 | Ory, M.                      |
| 296821 -        | 2009 WX10                | 19 novembre 2009 | Drebach                      |
| 296822 -        | 2009 WP24                | 10 novembre 2009 | Spacewatch                   |
| 296823 -        | 2009 WB25                | 21 novembre 2009 | Lowe, A.                     |
| 296824 -        | 2009 WK28                | 16 novembre 2009 | Spacewatch                   |
| 296825 -        | 2009 WG36                | 17 novembre 2009 | Spacewatch                   |
| 296826 -        | 2009 WH36                | 17 novembre 2009 | Spacewatch                   |
| 296827 -        | 2009 WM37                | 17 novembre 2009 | Spacewatch                   |
| 296828 -        | 2009 WC40                | 17 novembre 2009 | Spacewatch                   |
| 296829 -        | 2009 WJ40                | 17 novembre 2009 | Spacewatch                   |
| 296830 -        | 2009 WG46                | 18 novembre 2009 | Tucker, R. A.                |
| 296831 -        | 2009 WW47                | 19 novembre 2009 | Mt. Lemmon Survey            |
| 296832 -        | 2009 WZ48                | 19 novembre 2009 | CSS                          |
| 296833 -        | 2009 WY49                | 19 novembre 2009 | Spacewatch                   |
| 296834 -        | 2009 WA64                | 16 novembre 2009 | CSS                          |
| 296835 -        | 2009 WX66                | 17 novembre 2009 | Mt. Lemmon Survey            |
| 296836 -        | 2009 WS68                | 17 novembre 2009 | Mt. Lemmon Survey            |
| 296837 -        | 2009 WO71                | 18 novembre 2009 | Spacewatch                   |
| 296838 -        | 2009 WB73                | 18 novembre 2009 | Spacewatch                   |
| 296839 -        | 2009 WF77                | 18 novembre 2009 | Spacewatch                   |
| 296840 -        | 2009 WW78                | 18 novembre 2009 | Mt. Lemmon Survey            |
| 296841 -        | 2009 WL79                | 18 novembre 2009 | Spacewatch                   |
| 296842 -        | 2009 WT83                | 19 novembre 2009 | Spacewatch                   |
| 296843 -        | 2009 WK84                | 19 novembre 2009 | Spacewatch                   |
| 296844 -        | 2009 WN84                | 19 novembre 2009 | Spacewatch                   |
| 296845 -        | 2009 WG88                | 19 novembre 2009 | Spacewatch                   |
| 296846 -        | 2009 WA107               | 17 novembre 2009 | Spacewatch                   |
| 296847 -        | 2009 WR115               | 19 novembre 2009 | Spacewatch                   |
| 296848 -        | 2009 WJ169               | 22 novembre 2009 | Spacewatch                   |
| 296849 -        | 2009 WF172               | 22 novembre 2009 | Mt. Lemmon Survey            |
| 296850 -        | 2009 WP176               | 23 novembre 2009 | Spacewatch                   |
| 296851 -        | 2009 WJ182               | 23 novembre 2009 | Spacewatch                   |
| 296852 -        | 2009 WV184               | 23 novembre 2009 | OAM                          |
| 296853 -        | 2009 WC185               | 24 novembre 2009 | Spacewatch                   |
| 296854 -        | 2009 WP188               | 24 novembre 2009 | Mt. Lemmon Survey            |
| 296855 -        | 2009 WG198               | 25 novembre 2009 | Mt. Lemmon Survey            |
| 296856 -        | 2009 WK204               | 17 novembre 2009 | Spacewatch                   |
| 296857 -        | 2009 WM206               | 17 novembre 2009 | Spacewatch                   |
| 296858 -        | 2009 WA207               | 17 novembre 2009 | Spacewatch                   |
| 296859 -        | 2009 WA215               | 21 novembre 2009 | Mt. Lemmon Survey            |
| 296860 -        | 2009 WU225               | 17 novembre 2009 | Mt. Lemmon Survey            |
| 296861 -        | 2009 WU241               | 18 novembre 2009 | Mt. Lemmon Survey            |
| 296862 -        | 2009 WN259               | 27 novembre 2009 | CSS                          |
| 296863 -        | 2009 WW260               | 25 novembre 2009 | Spacewatch                   |
| 296864 -        | 2009 WY261               | 17 novembre 2009 | Spacewatch                   |
| 296865 -        | 2009 WP262               | 21 novembre 2009 | LINEAR                       |
| 296866 -        | 2009 XB7                 | 12 dicembre 2009 | Tzec Maun                    |
| 296867 -        | 2009 XC9                 | 10 dicembre 2009 | LINEAR                       |
| 296868 -        | 2009 XL9                 | 11 dicembre 2009 | LINEAR                       |
| 296869 -        | 2009 XD10                | 10 dicembre 2009 | Mt. Lemmon Survey            |
| 296870 -        | 2009 XP14                | 15 dicembre 2009 | Mt. Lemmon Survey            |
| 296871 -        | 2009 YN6                 | 16 dicembre 2009 | Lowe, A.                     |
| 296872 -        | 2009 YO6                 | 17 dicembre 2009 | Teamo, N.                    |
| 296873 -        | 2009 YV19                | 25 dicembre 2009 | Spacewatch                   |
| 296874 -        | 2009 YY21                | 26 dicembre 2009 | Spacewatch                   |
| 296875 -        | 2010 AT5                 | 5 gennaio 2010   | Spacewatch                   |
| 296876 -        | 2010 AS12                | 6 gennaio 2010   | CSS                          |
| 296877 -        | 2010 AR19                | 7 gennaio 2010   | Mt. Lemmon Survey            |
| 296878 -        | 2010 AU31                | 6 gennaio 2010   | Spacewatch                   |
| 296879 -        | 2010 AK32                | 6 gennaio 2010   | Spacewatch                   |
| 296880 -        | 2010 AZ39                | 7 gennaio 2010   | LINEAR                       |
| 296881 -        | 2010 AM40                | 9 gennaio 2010   | Tozzi, F.                    |
| 296882 -        | 2010 AU40                | 5 gennaio 2010   | Spacewatch                   |
| 296883 -        | 2010 AD52                | 8 gennaio 2010   | Mt. Lemmon Survey            |
| 296884 -        | 2010 AH54                | 8 gennaio 2010   | Spacewatch                   |
| 296885 -        | 2010 AU55                | 8 gennaio 2010   | Spacewatch                   |
| 296886 -        | 2010 AF79                | 11 gennaio 2010  | Spacewatch                   |
| 296887 -        | 2010 AB88                | 13 aprile 2004   | Spacewatch                   |
| 296888 -        | 2010 BM1                 | 17 gennaio 2010  | Kugel, F.                    |
| 296889 -        | 2010 BC4                 | 23 gennaio 2010  | BATTeRS                      |
| 296890 -        | 2010 BA5                 | 21 gennaio 2010  | BATTeRS                      |
| 296891 -        | 2010 BS9                 | 16 gennaio 2010  | WISE                         |
| 296892 -        | 2010 BF25                | 17 gennaio 2010  | WISE                         |
| 296893 -        | 2010 BV36                | 18 gennaio 2010  | WISE                         |
| 296894 -        | 2010 BP39                | 19 gennaio 2010  | WISE                         |
| 296895 -        | 2010 BS46                | 19 gennaio 2010  | WISE                         |
| 296896 -        | 2010 BN105               | 28 gennaio 2010  | WISE                         |
| 296897 -        | 2010 CH3                 | 5 febbraio 2010  | Spacewatch                   |
| 296898 -        | 2010 CJ4                 | 23 gennaio 2006  | Sárneczky, K.                |
| 296899 -        | 2010 CO7                 | 6 febbraio 2010  | WISE                         |
| 296900 -        | 2010 CY9                 | 8 febbraio 2010  | WISE                         |

## 296901-297000
| Nome                  | Designazione provvisoria | Data di scoperta  | Scopritore                  |
| --------------------- | ------------------------ | ----------------- | --------------------------- |
| 296901 -              | 2010 CL12                | 12 febbraio 2010  | Mayhill                     |
| 296902 -              | 2010 CN13                | 10 febbraio 2010  | WISE                        |
| 296903 -              | 2010 CK16                | 11 febbraio 2010  | WISE                        |
| 296904 -              | 2010 CH29                | 9 febbraio 2010   | Spacewatch                  |
| 296905 Korochantsev   | 2010 CJ36                | 10 febbraio 2010  | Kryachko, T. V.             |
| 296906 -              | 2010 CO51                | 13 febbraio 2010  | WISE                        |
| 296907 Alexander      | 2010 CA52                | 13 febbraio 2010  | WISE                        |
| 296908 -              | 2010 CM55                | 9 febbraio 2010   | LINEAR                      |
| 296909 -              | 2010 CO55                | 12 febbraio 2010  | LINEAR                      |
| 296910 -              | 2010 CQ68                | 10 febbraio 2010  | Spacewatch                  |
| 296911 -              | 2010 CT75                | 13 febbraio 2010  | CSS                         |
| 296912 -              | 2010 CX75                | 13 febbraio 2010  | CSS                         |
| 296913 -              | 2010 CY77                | 13 febbraio 2010  | Mt. Lemmon Survey           |
| 296914 -              | 2010 CO81                | 13 febbraio 2010  | Mt. Lemmon Survey           |
| 296915 -              | 2010 CX84                | 14 febbraio 2010  | Spacewatch                  |
| 296916 -              | 2010 CW92                | 14 febbraio 2010  | Spacewatch                  |
| 296917 -              | 2010 CD95                | 14 febbraio 2010  | Spacewatch                  |
| 296918 -              | 2010 CJ95                | 14 febbraio 2010  | Spacewatch                  |
| 296919 -              | 2010 CR105               | 14 febbraio 2010  | Mt. Lemmon Survey           |
| 296920 -              | 2010 CT107               | 14 febbraio 2010  | Spacewatch                  |
| 296921 -              | 2010 CU107               | 14 febbraio 2010  | Spacewatch                  |
| 296922 -              | 2010 CK117               | 14 febbraio 2010  | Spacewatch                  |
| 296923 -              | 2010 CV133               | 15 febbraio 2010  | WISE                        |
| 296924 -              | 2010 CS134               | 15 febbraio 2010  | WISE                        |
| 296925 -              | 2010 CV137               | 9 febbraio 2010   | Spacewatch                  |
| 296926 -              | 2010 CR146               | 13 febbraio 2010  | Spacewatch                  |
| 296927 -              | 2010 CY146               | 13 febbraio 2010  | Spacewatch                  |
| 296928 Francescopalla | 2010 CE155               | 17 febbraio 1994  | Tesi, L., Cattani, G.       |
| 296929 -              | 2010 CT160               | 9 febbraio 2010   | Spacewatch                  |
| 296930 McLaren        | 2010 CB181               | 13 febbraio 2010  | Pan-STARRS 1                |
| 296931 -              | 2010 CF232               | 9 novembre 2009   | CSS                         |
| 296932 -              | 2010 CR235               | 29 settembre 2003 | LONEOS                      |
| 296933 -              | 2010 DH6                 | 16 febbraio 2010  | Spacewatch                  |
| 296934 -              | 2010 DU6                 | 16 febbraio 2010  | Spacewatch                  |
| 296935 -              | 2010 DV6                 | 16 febbraio 2010  | Spacewatch                  |
| 296936 -              | 2010 DV11                | 16 febbraio 2010  | Mt. Lemmon Survey           |
| 296937 -              | 2010 DQ15                | 19 maggio 2005    | Mt. Lemmon Survey           |
| 296938 -              | 2010 DX16                | 16 febbraio 2010  | WISE                        |
| 296939 -              | 2010 DH26                | 20 febbraio 2010  | WISE                        |
| 296940 -              | 2010 DT39                | 16 febbraio 2010  | Spacewatch                  |
| 296941 -              | 2010 DU42                | 17 febbraio 2010  | Spacewatch                  |
| 296942 -              | 2010 DU44                | 17 febbraio 2010  | Spacewatch                  |
| 296943 -              | 2010 DN45                | 17 febbraio 2010  | Spacewatch                  |
| 296944 -              | 2010 DX62                | 25 febbraio 2010  | WISE                        |
| 296945 Ronaldlaub     | 2010 DD78                | 16 febbraio 2010  | Pan-STARRS 1                |
| 296946 -              | 2010 DN78                | 16 febbraio 2010  | CSS                         |
| 296947 -              | 2010 DS78                | 20 febbraio 2010  | Jarnac                      |
| 296948 -              | 2010 DP79                | 18 febbraio 2010  | Mt. Lemmon Survey           |
| 296949 -              | 2010 EH14                | 5 marzo 2010      | WISE                        |
| 296950 Robertbauer    | 2010 EJ19                | 4 marzo 2010      | WISE                        |
| 296951 -              | 2010 EL21                | 4 marzo 2010      | Spacewatch                  |
| 296952 -              | 2010 EW29                | 5 marzo 2010      | CSS                         |
| 296953 -              | 2010 EX33                | 4 marzo 2010      | Spacewatch                  |
| 296954 -              | 2010 EE34                | 5 marzo 2010      | Spacewatch                  |
| 296955 -              | 2010 EJ34                | 5 marzo 2010      | Spacewatch                  |
| 296956 -              | 2010 ES34                | 9 marzo 2010      | OAM                         |
| 296957 -              | 2010 EJ35                | 10 marzo 2010     | OAM                         |
| 296958 -              | 2010 ER37                | 12 marzo 2010     | Mt. Lemmon Survey           |
| 296959 -              | 2010 ES42                | 5 marzo 2010      | CSS                         |
| 296960 -              | 2010 EY43                | 13 marzo 2010     | Kugel, F.                   |
| 296961 -              | 2010 EU44                | 13 marzo 2010     | Kugel, F.                   |
| 296962 -              | 2010 EF66                | 10 marzo 2010     | OAM                         |
| 296963 -              | 2010 EA67                | 12 marzo 2010     | Spacewatch                  |
| 296964 -              | 2010 EN70                | 12 marzo 2010     | Spacewatch                  |
| 296965 -              | 2010 EF74                | 15 marzo 2010     | Spacewatch                  |
| 296966 -              | 2010 EG74                | 10 marzo 2010     | PMO NEO Survey Program      |
| 296967 -              | 2010 EK74                | 10 marzo 2010     | Cernis, K., Zdanavicius, J. |
| 296968 Ignatianum     | 2010 ES74                | 12 marzo 2010     | Cernis, K., Zdanavicius, J. |
| 296969 -              | 2010 EU75                | 12 marzo 2010     | Spacewatch                  |
| 296970 -              | 2010 EA77                | 12 marzo 2010     | Spacewatch                  |
| 296971 -              | 2010 EN77                | 12 marzo 2010     | CSS                         |
| 296972 -              | 2010 ER78                | 12 marzo 2010     | Mt. Lemmon Survey           |
| 296973 -              | 2010 EU82                | 12 marzo 2010     | CSS                         |
| 296974 -              | 2010 EY85                | 13 marzo 2010     | Spacewatch                  |
| 296975 -              | 2010 EN87                | 13 marzo 2010     | Spacewatch                  |
| 296976 -              | 2010 EY98                | 14 marzo 2010     | Spacewatch                  |
| 296977 -              | 2010 ED99                | 14 marzo 2010     | Spacewatch                  |
| 296978 -              | 2010 ER99                | 14 marzo 2010     | Spacewatch                  |
| 296979 -              | 2010 EV101               | 6 febbraio 2010   | Spacewatch                  |
| 296980 -              | 2010 EC104               | 15 marzo 2010     | Tucker, R. A.               |
| 296981 -              | 2010 EN104               | 12 marzo 2010     | CSS                         |
| 296982 -              | 2010 EP104               | 12 marzo 2010     | CSS                         |
| 296983 -              | 2010 EQ105               | 13 marzo 2010     | Spacewatch                  |
| 296984 -              | 2010 ER105               | 14 marzo 2010     | Spacewatch                  |
| 296985 -              | 2010 ED109               | 14 marzo 2010     | Spacewatch                  |
| 296986 -              | 2010 EK113               | 4 aprile 2002     | NEAT                        |
| 296987 Piotrflin      | 2010 ET119               | 11 marzo 2010     | Andrushivka                 |
| 296988 -              | 2010 EA125               | 12 marzo 2010     | CSS                         |
| 296989 -              | 2010 EE125               | 12 marzo 2010     | Mt. Lemmon Survey           |
| 296990 -              | 2010 EM125               | 13 marzo 2010     | Spacewatch                  |
| 296991 -              | 2010 EM126               | 14 marzo 2010     | CSS                         |
| 296992 -              | 2010 EW129               | 13 marzo 2010     | Spacewatch                  |
| 296993 -              | 2010 ER132               | 12 marzo 2010     | Spacewatch                  |
| 296994 -              | 2010 EA133               | 13 marzo 2010     | Spacewatch                  |
| 296995 -              | 2010 EG137               | 15 marzo 2010     | Mt. Lemmon Survey           |
| 296996 -              | 2010 ES139               | 13 marzo 2010     | Mt. Lemmon Survey           |
| 296997 -              | 2010 FC17                | 18 marzo 2010     | Spacewatch                  |
| 296998 -              | 2010 FM19                | 18 marzo 2010     | Mt. Lemmon Survey           |
| 296999 -              | 2010 FN28                | 16 marzo 2010     | Spacewatch                  |
| 297000 -              | 2010 FV28                | 16 marzo 2010     | Mt. Lemmon Survey           |